# 이종만 (배우)
이종만(李鍾萬, 1937년 7월 13일 ~ )은 대한민국의 배우이다.

## 생애
1958년 국립극장 1기 연구생으로 연극배우 첫 데뷔하였고 1961년 서울중앙방송(지금의 KBS 한국방송공사) 공채 1기 탤런트로 정식 데뷔하였으며 1968년 영화 《제3지대》로 영화배우 데뷔하였다.

## 출연작

### 연극
- 1986년 《광화사》 ... 음울한 표정의 늙은 광인 역(단역)
- 1993년 《이괄과 흥안군》 ... 오리 이원익 역(주연)

### 영화
- 1974년 《국회 푸락치》
- 1975년 《꽃과 뱀》
- 1975년 《특별수사본부 외팔이 김종원》
- 1977년 《겨울여자》
- 1979년 《율곡과 신사임당》
- 1980년 《깃발없는 기수》
- 1990년 《휴거》

### TV 드라마
- KBS 드라마 《보통 사람들》
- KBS 드라마 《제7병동》
- KBS 드라마 《한씨 연대기》
- KBS 드라마 《왕룽일가》
- KBS 드라마 《1990년 12월 24일 눈 쏟아짐》
- KBS 드라마 《왕도》 ... 무명대사 역
- SBS 드라마 《결혼》
- KBS 드라마 《한명회》
- KBS 드라마 《역사의 라이벌》
- KBS 드라마 《파랑새는 있다》 ... 허봉룡 부 역
- KBS 드라마 《상사와 아내》
- EBS 드라마 《언제나 푸른마음》
- MBC 드라마 《제4공화국》
- KBS 드라마 《찬란한 여명》
- KBS 드라마 《용의 눈물》
- KBS 드라마 《왕과 비》
- KBS 드라마 《천둥소리》
- SBS 드라마 《여인천하》
- SBS 드라마 《여자만세》
- KBS 드라마 《제국의 아침》
- SBS 드라마 《백수탈출》
- EBS 드라마 《역사탐구 과거와의 대화》
- EBS 드라마 《역사극장》
- EBS 드라마 《명동백작》 ... 시공관 관리인 역
- MBC 드라마 《제5공화국》
- MBC 드라마 《신돈》
- KBS 드라마 《대조영》